# Río Kodmaz
El río Kodmaz (en ruso: Кодмаз, en circasiano: Къуэдымэз) es un río del Cáucaso septentrional en el raión de Jabez de la república de Karacháyevo-Cherkesia del sur de Rusia. Es un afluente por la derecha del río Mali Zelenchuk, que desemboca en el río Kubán.

## Curso
El río nace en las alturas al norte de Kara-Pago, que separan sus aguas de las del valle del Kubán. Su curso discurre por 8.1 km por un estrecho valle en dirección predominantemente oeste hasta la desembocadura en la orilla derecha del Mali Zelenchuk en Mali Zelenchuk.